# Carloandrés López del Rey
Carloandrés López del Rey   (Sada, 11 de juliol de 1926 - Eivissa, 18 de juliol de 2018) va ser un pintor eivissenc i professor de dibuix. De família i formació valencianes, nasqué accidentalment a Galícia i es formà a les Escoles de Belles Arts de San Fernando de Madrid i Sant Carles de València.
Sovint considerat com paisatgista, també desenvolupà totes les tècniques i motius pictòrics al llarg de la seva extensa carrera, en especial el retrat i les natures mortes. La seva obra es caracteritza per un caràcter figuratiu i un accent personal —mitjançant una paleta que abasta des de la gradació freda dels blancs als càlids ocres i malves, passant pels verds i els blaus. La seva obra, en general, emprà indistintament l'oli i el guaix.

## Biografia i trajectòria artística

### Infantesa i joventut
Carloandrés, valencià malgrat que nascut accidentalment a Sada (Galícia), fou el tercer fill d'Alfons López Vidal, natural de València —caporal de carrabiners i músic militar—, i de Manuela del Rey Martín de Vidales, nascuda a El Escorial. Carloandrés sempre portà amb orgull les seves identitats valenciana, gallega i eivissenca. No en renegà mai ni corregó aquells que deien que era un pintor gallec (tot basant-se amb el seu lloc de naixement), un pintor valencià (pels orígens i la formació) o un pintor eivissenc (perquè fou a Eivissa on visqué i hi desenvolupà la major part de la seva carrera. El treball de son pare, i els estudis, el dugueren a recórrer i residir, durant tota la seva jovintut, a una gran quantitat de localitats arreu de l'Estat Espanyol.
Cursà els seus primer estudis a l'Institut Lluís Vives durant la guerra civil, estudis que compaginava amb l'Escola d'Arts i Oficis de la capital llevantina i com aprenent al taller dels imatgers valencians Rausell i Llorens. Després de la guerra civil espanyola, cursà estudis a les escoles de Belles Arts de San Fernando de Madrid, on obté el premi Molina Higueras i el diploma de mèrit de la Reial Acadèmia de San Fernando, i a l'Escola superior de Belles Arts de Sant Carles (València). És també a València on adquirí els seus primer materials, la seva primera caixa de pintures, els seus primers colors a la botiga de Lluís Viguer, una institució de l'art valencià del segle xix i del segle xx.

### Primeres exposicions i consolidació artística

Carloandrés López del Rey, a 1a la sala d'exposicions de La Caixa al Centre Cultural S'Alamera (1961).

El 1948 exposà per primera vegada a la mítica Sala Mateu de València, des d'on es llançaren tants de pintors valencians de la seva generació, i companys seus d'estudis, com M. Mompó, E. Sempere, L. Arcas, R. Llorens. En aquesta primera exposició, ja aparegueren alguns dels que serien els seus gèneres més estimats: el retrat, el paisatge i la natura morta.
A València feu amistat amb el poeta Joan Bautista Bertran, jesuïta català destinat al col·legi de la companyia de la ciutat. Fruit d'aquesta relació s'introduí en la poesia i creà una tertúlia poètica amb els poetes valencians Ricardo Defarges i Francisco Brines, que havia estat alumne de Bertran. Pintà els retrats d'ambdós poetes i presentà el de Ricardo de Farges a l'Exposició Nacional de Belles Arts.
Ja entrada la dècada de 1950, aquell mateix any obtingué per concurs oposició la primera pensió individual que concedí la Caixa d'Estalvis de València (1950-51), gràcies a la qual López del Rey recorregué el país tot fent un estudi sobre un dels seus pintors més admirats, Zurbarán. Gràcies a aquesta pensió, feu el seu primer contacte amb les Illes Balears —una breu estada a Palma, on hi pintà diverses de les obres que posteriorment es conservaren al fons de l'Obra Social de Bancaixa. Més endavant, el 1956, participà en la posada en marxa de l'Institut Laboral de Lalín (Pontevedra), del qual en fou el primer professor i introductor al dibuix del pintor Alfonso Sucasas Guerra. A Lalín hi desenvolupà una important activitat cultural, tot dictant conferències sobre Història de l'Art, donant classes particulars de dibuix i exposant al Casino de Lalín. Hi residí fins al 1958, any en què obtingué per a oposició la càtedra de Dibuix Artístic de l'Escola d'Arts Aplicades i Oficis Artístics d'Eivissa, en substitució del pintor Ignasi Agudo Clarà.

### Vida i obra artística a Eivissa
En arribar a Eivissa, Carloandrés López del Rey s'integrà al grup de pintors eivissencs i residents, amb els quals compartí experiències i exposicions. Malgrat no formar part de cap dels dos grups organitzats de l'època —ni el Grup Puget, format el 1962 per quatre eivissencs, ni Ibiza 59, un col·lectiu d'artistes estrangers— la influència de Carloandrés en l'ambient artístic pitiús es feu palesa tant en l'àmbit social com en l'educatiu. Una llista dels deixebles que passaren per les seves classes aquells cinquanta anys d'ensenyança fou interminable: pintors i escultors com ara Vicent Calbet, Josep Marí, Pere Guasch, Francesc Riera Bonet, Toni Cardona, Carles Guasch, Joan Ribas o Andrés Moreno, però també arquitectes com Elias Torres i Marc Tur, ceramistes com Anneliese Witt i un llarguíssim etcètera reberen formació en el dibuix artístic i tècnic de les seves mans.
A Eivissa establí una forta amistat amb el pintor Antoni Pomar, també professor de la mateixa Escola d'Arts i Oficis, que fou el seu company en moltes exposicions conjuntes. Conegué també el pintor català Miquel Villà, llavors ocupant habitual d'una habitació de la Fonda la Marina. Villà hi passà llargues temporades des d'abans de la Guerra Civil espanyola i tenia una estima especial pel paisatge i la llum de l'illa. La seva amistat, que es mantingué fins a la mort del pintor català, produí una estimulant relació intel·lectual i artística, que arribà a influenciar l'estil d'ambdós pintors durant els seus freqüents intercanvis de tècniques i de temes.
El 1961, Carloandrés participà en el concurs per a la Basílica d'Aranzazú, devora un dels grups artístics més interessants de mitjans del segle xx. El seu projecte fou elegit per a participar en l'exposició organitzada amb aquest motiu al Museu d'Art Contemporani de Madrid. El marqués de Lozoya li dedica un llarg article al Diario de Ibiza, el 5 d'agost d'aquell mateix any. Amb motiu de la seva exposició Homes i paisatges d'Eivissa el crític afirmà: «àdhuc els crítics afiliats a l'estètica d'allò no figuratiu, haurien d'aturar-se a estudiar els quadres de Carloandrés, aquest pintor tan honrat, tan fidel a si mateix, tan incapaç de farses i martingales. […] Carloandrés ha tingut l'encert suprem de la fidelitat a la seva pròpia ànima, i per això la seva obra té un valor que romandrà en tant que veurem enfonsar-se en els abismes de l'oblit les creacions de molts seduïts pel cants de sirena de crítics i marxants, que estan convertint el camp de la pintura actual en alguna cosa immensament monòtona i avorrida». Per al poeta José Hierro, Carloandrés va pertànyer a aquella generació d'artistes de la llum mediterrània que sorgiren reivindicant Sorolla contra els «sorollistes», segons la crítica que li dedicà a la seva exposició a la Sala Toisón de Madrid el 1964.
El 1965 el pintor conegué Morella, i salvant l'estiu de 1967 (que dedicà a pintar la Pobla de Segur amb el seu amic i pintor Miquel Villà) es desplaçà a la ciutat dels Ports cada any fins al 1978. A Morella hi trobà paral·lelismes amb la composició i la temes eivissenca; a més a més, amb noves experiències estètiques i vitals. El pintor recorregué camins i muntanyes plasmant l'agrest paisatge morellà. Als seus carrers hi trobà una escola de dibuix, de color i de perspectiva.
López del Rey també pintà entre 1979 i la seva jubilació el 1991, tot intercalant les estades a Jaca i a Castro Urdiales. En aquests indrets hi pintà fonamentals paisatges i aprofità l'etapa per a visitar els principals museus d'Europa. Fou entre 1981 a 1983 que ocupà la direcció de l'Escola d'Art d'Eivissa.
A partir de l'any 2000 se centrà al treball d'estudi, amb reinterpretacions de les natures immòbils i alguns retrats, atesa la seva avançada edat. El 2011 el Consell Insular d'Eivissa li dedicà una exposició antològica al Centre Cultural S'Alamera. El 2017, finalment, realitzà una exposició retrospectiva monogràfica del paisatge de Morella a les Sales Gòtiques de l'Ajuntament d'Eivissa, la darrera en vida abans de la seva mort l'any 2018.

## Obra

### Estil
Carloandrés López del Rey cercà l'esperit dels objectes i l'ànima de les persones que pintà. Va rompre amb el tòpic del blanc eivissenc i pintà una Eivissa colorista, de terres vermelles, de cels blaus i freds o envaïts de sol i calor, de parets rompudes de blau i malva. Fou un pintor urbà que jugà a transformar les perspectives i els mòduls que li atorgà la ciutat. És considerat un pintor poètic quan sortí als camps de Vila i al Puig des Molins, i que reflectí amb excel·lència la llum dalt la terra, les cases, els solcs, els pallers i la vida bucòlica al petit paradís insular. La terra entrà físicament al seus quadres i la matèria es recaragolà, tot lluitant per alliberar-se del domini imposat per l'artista.
Paral·lelament i durant els seus darrers anys de vida, el paisatge cedí espai i practicà una pintura menys matèrica, amb una pinzellada domesticada més suau. Fugí del mecanicisme materialista de l'hiperrealisme, amb una pintura de pinzellada curta i precisa que cobria el llenç a poc a poc sense fer-se evident.

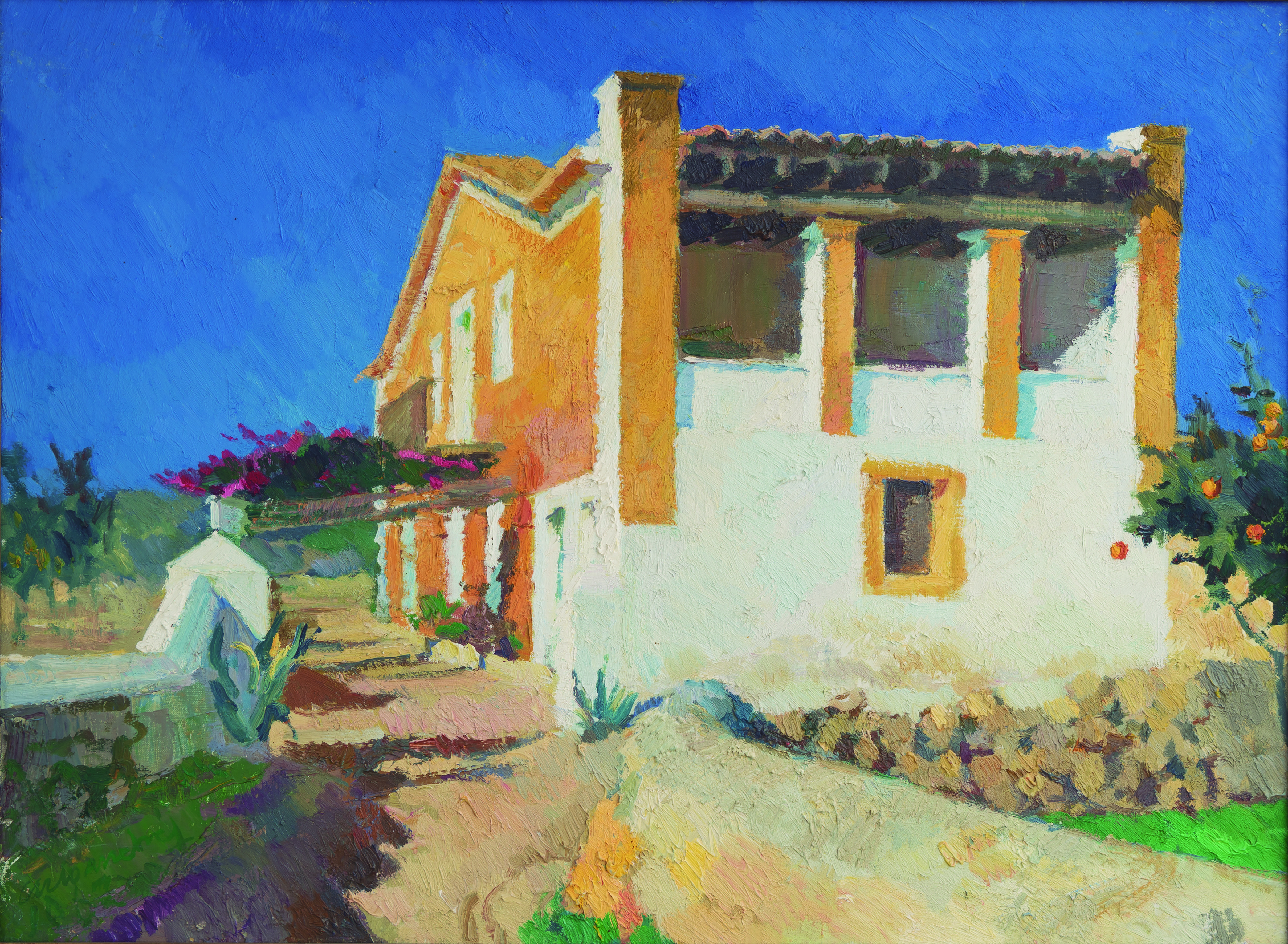
Sa Colomina, oli sobre tela (c. 1965)
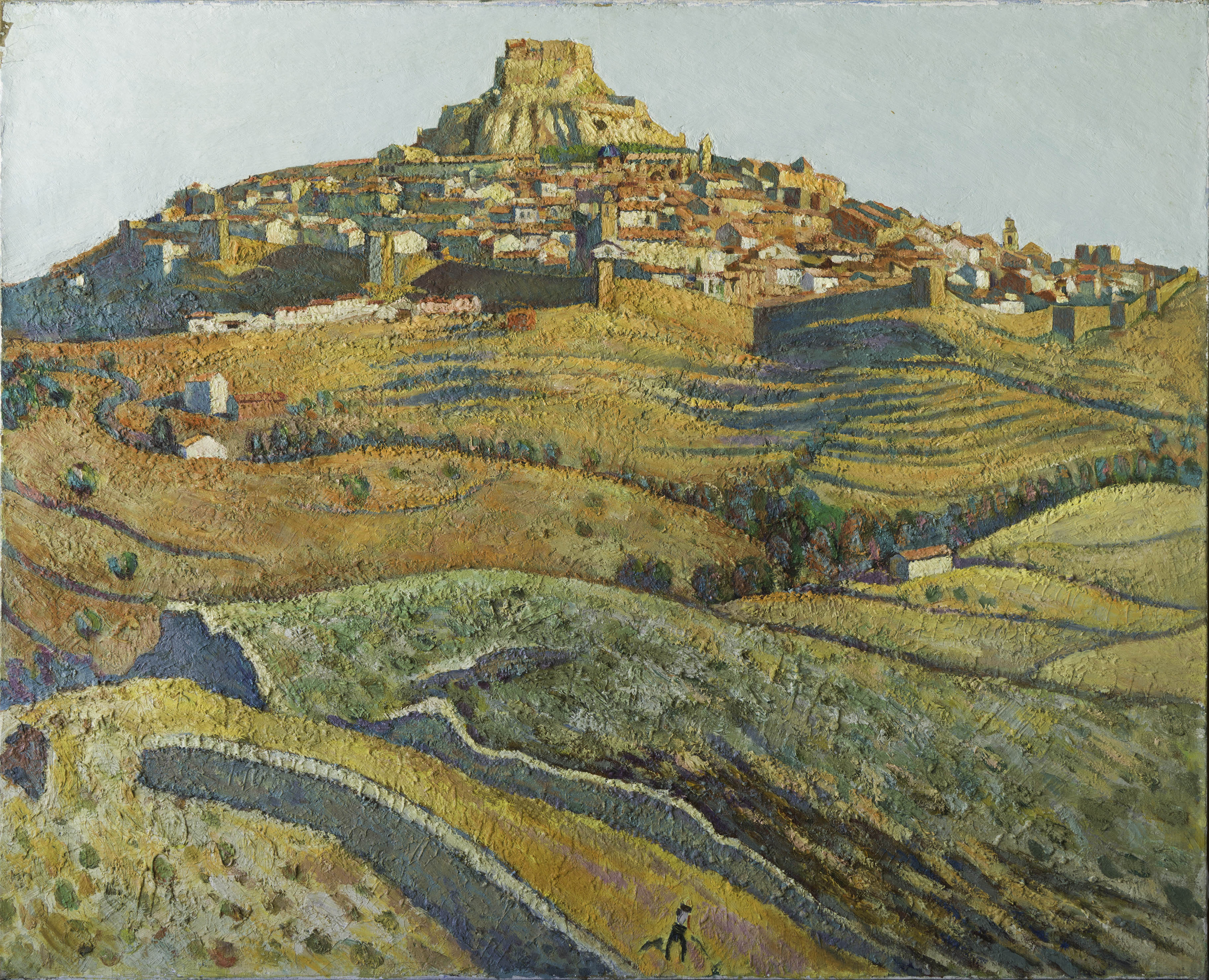
Vista de Morella, oli sobre tela (c. 1970)
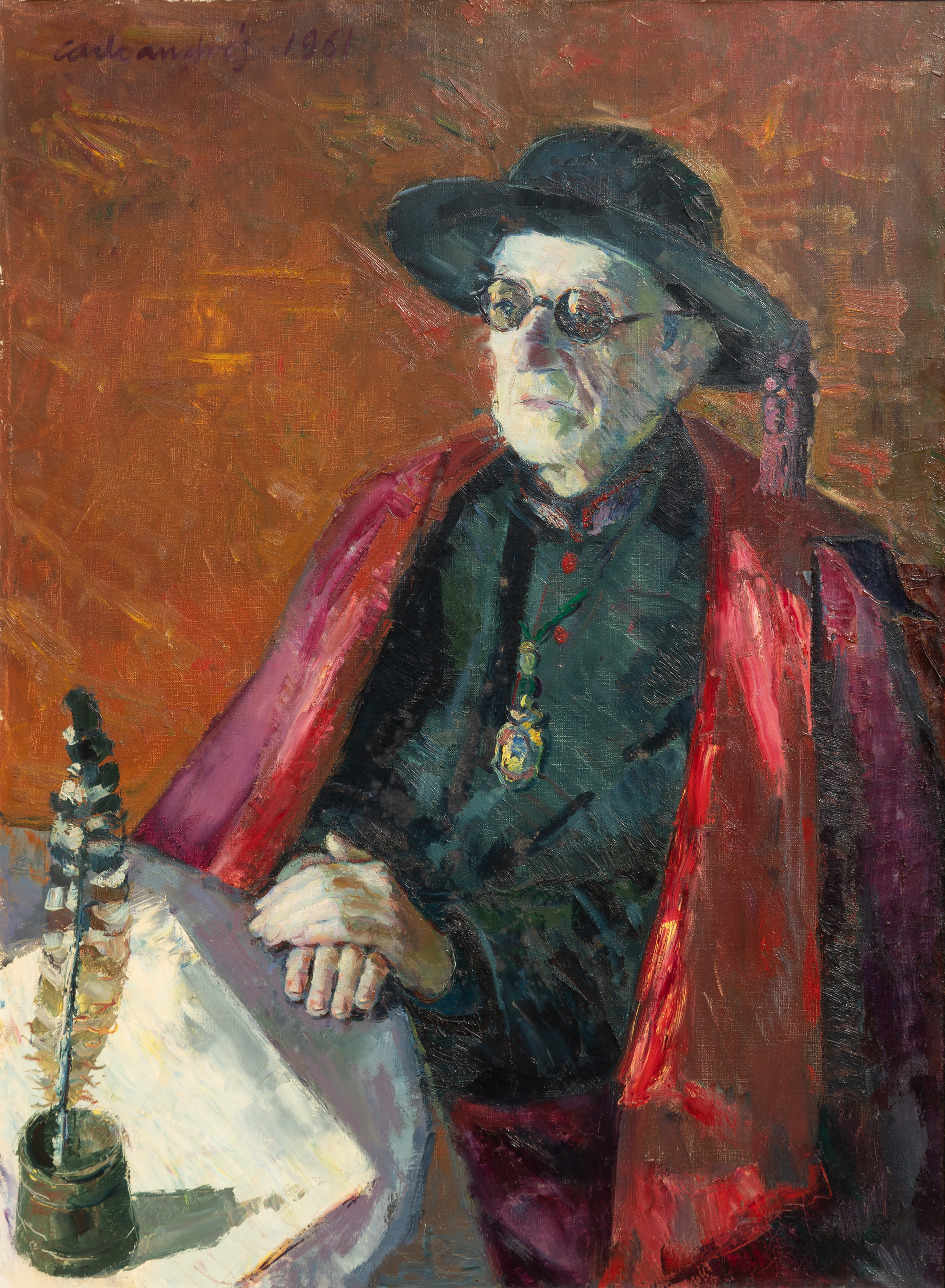
Retrat de D. Isidor Macabich, oli sobre tela (1961)

### Exposicions i reconeixements
López del Rey exposà individualment en més de cinquanta ocasions i participà en un gran nombre d'exposicions col·lectives. Fou un dels pintors d'Eivissa amb major i més continuada presència a l'exterior. A Palma, exposà a les Galeries Danús (del pintor Bússer) l'any 1962. Posteriorment, ho feu a les Galeries Costa (1965), regentades per Josep Costa, Picarol, al Cercle de Belles Arts (1966, 1967, 1968 i 1972), a la Galeria J. Blanes (1973, 1974 i 1975), a Byblos (1978), una altra volta a la Danús (1979, 1980 i 1981), a la Galería Nadal (1983) i a l'Horrach-Moyà (1995). A més a més de les nombroses exposicions a Eivissa, mostrà la seva obra a Sevilla, València, Lalín, Salamanca, Saragossa, Madrid, Neuchatel i Lavaux (Suïssa), entre d'altres.
Entre els guardons i reconeixements que obtingué, destacaren la menció honorífica i medalla de bronze a la Biennal d'Art del Regne de València (1951), la medalla de plata de la primera Exposició de Belles Arts de la Societat Benimar de València (1954) i l'accèssit al concurs per a la decoració de la capella de Las Navas del Marqués. També rebé la Medalla d'Or del Grup Filatèlic de Palma (2007) pels seus dissenys postals i la Menció Honorífica especial de la Vila d'Eivissa, atorgada per unanimitat al ple de l'Ajuntament d'Eivissa l'any 2018.